# Lijst van nummer 1-hits in de 3FM Mega Top 50 in 2009
Deze hits stonden in 2009 op nummer 1 in de Mega Top 50, de hitlijst van de Nederlandse radiozender 3FM.
| Datum        | Artiest                         | Titel                           |                                 |
| ------------ | ------------------------------- | ------------------------------- | ------------------------------- |
| 3 januari    | Adele                           | Make you feel my love           |                                 |
| 10 januari   | Milow                           | Ayo technology                  |                                 |
| 17 januari   | Milow                           | Ayo technology                  |                                 |
| 24 januari   | Milow                           | Ayo technology                  |                                 |
| 31 januari   | Kid Cudi & Crookers             | Day 'n' nite                    |                                 |
| 7 februari   | Cidinho & Doca                  | Rap das armas                   |                                 |
| 14 februari  | Cidinho & Doca                  | Rap das armas                   |                                 |
| 21 februari  | André van Duin                  | De balletjes van de koningin    |                                 |
| 28 februari  | Ilse DeLange                    | Miracle                         |                                 |
| 7 maart      | Adele                           | Make you feel my love           |                                 |
| 14 maart     | Lady Gaga                       | Poker face                      |                                 |
| 21 maart     | Lady Gaga                       | Poker face                      |                                 |
| 28 maart     | Lady Gaga                       | Poker face                      |                                 |
| 4 april      | Lady Gaga                       | Poker face                      |                                 |
| 11 april     | Lady Gaga                       | Poker face                      |                                 |
| 18 april     | Lady Gaga                       | Poker face                      |                                 |
| 25 april     | Lady Gaga                       | Poker face                      |                                 |
| 2 mei        | Lady Gaga                       | Poker face                      |                                 |
| 9 mei        | Madcon                          | Beggin'                         |                                 |
| 16 mei       | Lisa                            | Hallelujah                      |                                 |
| 23 mei       | Lisa                            | Hallelujah                      |                                 |
| 30 mei       | Lisa                            | Hallelujah                      |                                 |
| 6 juni       | Lisa                            | Hallelujah                      |                                 |
| 13 juni      | Lisa                            | Hallelujah                      |                                 |
| 20 juni      | Lisa                            | Hallelujah                      |                                 |
| 27 juni      | Pitbull                         | I know you want me (Calle ocho) |                                 |
| 4 juli       | Pitbull                         | I know you want me (Calle ocho) |                                 |
| 11 juli      | Michael Jackson                 | Billie Jean                     |                                 |
| 18 juli      | Pitbull                         | I know you want me (Calle ocho) |                                 |
| 25 juli      | Diggy Dex & Eva De Roovere      | Slaap lekker (Fantastig toch)   |                                 |
| 1 augustus   | Damaru & Jan Smit               | Mi rowsu (Tuintje in mijn hart) |                                 |
| 8 augustus   | Damaru & Jan Smit               | Mi rowsu (Tuintje in mijn hart) |                                 |
| 15 augustus  | Damaru & Jan Smit               | Mi rowsu (Tuintje in mijn hart) |                                 |
| 22 augustus  | Damaru & Jan Smit               | Mi rowsu (Tuintje in mijn hart) |                                 |
| 29 augustus  | Damaru & Jan Smit               | Mi rowsu (Tuintje in mijn hart) |                                 |
| 5 september  | Anouk                           | Three days in a row             |                                 |
| 12 september | Anouk                           | Three days in a row             |                                 |
| 19 september | Anouk                           | Three days in a row             |                                 |
| 26 september | Anouk                           | Three days in a row             |                                 |
| 3 oktober    | Anouk                           | Three days in a row             |                                 |
| 10 oktober   | Anouk                           | Three days in a row             |                                 |
| 17 oktober   | Robbie Williams                 | Bodies                          |                                 |
| 24 oktober   | Robbie Williams                 | Bodies                          |                                 |
| 31 oktober   | Snow Patrol                     | Just say yes                    |                                 |
| 7 november   | Snow Patrol                     | Just say yes                    |                                 |
| 14 november  | DI-RECT                         | Times are changing              |                                 |
| 21 november  | Kane                            | No surrender                    |                                 |
| 28 november  | Snow Patrol                     | Just say yes                    |                                 |
| 5 december   | Owl City                        | Fireflies                       |                                 |
| 12 december  | Owl City                        | Fireflies                       |                                 |
| 19 december  | Geen 3FM Mega Top 50 verschenen | Geen 3FM Mega Top 50 verschenen | Geen 3FM Mega Top 50 verschenen |
| 26 december  | Geen 3FM Mega Top 50 verschenen | Geen 3FM Mega Top 50 verschenen | Geen 3FM Mega Top 50 verschenen |